# Università della scienza e della tecnologia di Cracovia
L'Università della scienza e della tecnologia (Akademia Górniczo-Hutnicza im. Stanisława Staszica w Krakowie, in italiano "Accademia di scienze di estrazione mineraria e siderurgica intitolata a Stanisław Staszic") è una delle principali università tecniche della Polonia, con sede a Cracovia. L'università fu fondata nel 1919.
Ha 15 facoltà, tra cui varie dedicate all'estrazione mineraria di metalli, gas e petrolifera, diverse dell'ambito dell'ingegneria e dell'informatica (ad es. geoingegneria, ingegneria meccanica, ingegneria biomedica, ingegneria elettrica, ingegneria elettronica, ingegneria delle telecomunicazioni), una facoltà di geologia, geofisica e protezione ambientale e un centro dedicato alla ricerca sulle nanotecnologie.
La sede principale dell'università è a Cracovia ma gestisce anche sedi di formazione a Jastrzębie-Zdrój (dove si trova la facoltà di geotecnologie), Jaworzno, Krosno, Mielec (dove si trova la facoltà di ingegneria della produzione), Nowy Sącz, Ruda Śląska e i laboratori sugli esplosivi a Regulice e quello sulle fonti rinnovabili a Miękinia.
Nel 2014/2015, secondo la classifica annuale degli atenei migliori stilata dall'agenzia QS Quacquarelli Symonds Limited si piazza al 4º posto tra le università polacche.